# Моу (фамилия)

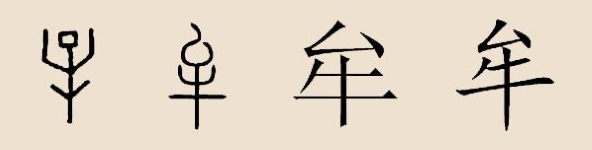
Варианты написания иероглифа Моу

Иероглиф клана Моу

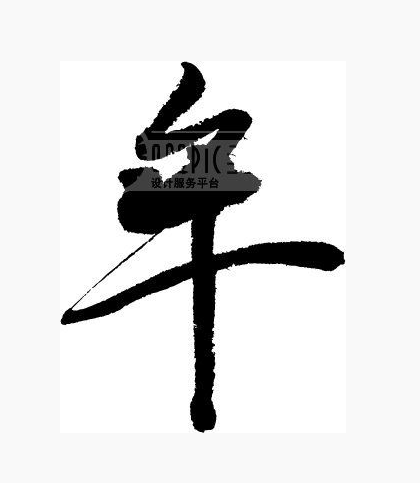
Моу скоропись

Моу, другое произношение Му — китайская фамилия, возникла в провинции Шаньдун, распространена по всей стране, особенно в провинциях Сычуань, Хубэй, Ляонин и городе Чунцин. Фамилия имеет два произношения Моу и Му. Моу распространено в провинциях Чжэцзян и Цзянсу, Му в провинциях Сычуань, Хубэй, Гуйчжоу, Хунань и Шаньдун.

## Известные Моу
- Моу Жун ( 牟融 ) — конфуцианский учёный и поэт эпохи Тан.
- Моу Цзунсань, 牟宗三 (1909—1995) — неоконфуцианский философ, переводчик Канта.